# Sameskolen i Troms
Sameskolen i Troms (samiska: Tromssa sàmeskuvla) är en skola i Andslimoen i tätortsområdet Bardufoss i Målselvs kommun i Troms fylke i Norge.
Sameskolen i Troms är en regional skola för norra Nordlands fylke och Troms fylke. Den har uppemot 20 elever i själva skolan, förutom att den undervisar ytterligare omkring 20 elever  i samiska språket över Internet. Skolan driver också ett internat och inhyser Målselv samiske barnehage.
Sameskolen i Troms har varit i drift sedan 1983.

## Konstnärlig utsmyckning
I Sameskolen i Troms finns två broderier av Britta Marakatt-Labba:
- Máilmmiávus (Kosmos), 1999–2000
- Niegadeapmi (Drömmande), 1999